# Peñacerrada (concejo)
Peñacerrada (oficialmente Peñacerrada-Urizaharra) es un concejo del municipio de Peñacerrada, en la provincia de Álava, País Vasco (España).

## Despoblados
Forman parte del concejo los despoblados de:
- Capañeta.[1]
- Uribarri.[2]
- Urizarra.[3]

## Demografía
| Gráfica de evolución demográfica de Peñacerrada entre 2000 y 2017 |
|                                                                   |
| Población de derecho según los censos de población del INE.       |